# ماما حامل (فلم)
ماما حامل: فيلم كوميدي مصري من إنتاج سنة 2021. الفيلم من إخراج محمود كريم، وتأليف لؤي السيد، ومن بطولة بيومي فؤاد، ليلى علوي، حمدي الميرغني، محمد سلام، وشريف دسوقي.
حقق الفيلم في المملكة العربية السعودية إيرادات تجاوزت 5.9 مليون دولار أمريكي (92 مليون جنيه مصري).وبلغت إيراداته في الإمارات العربية المتحدة 443,120 دولار أمريكي (6,980,513 جنيه مصري).ورغم نجاحه في الخليج العربي إلا أنه لم يحقق محلياً في مصر سوى 4,359,324  ج.م.

## قصة
تقع خلافات كوميدية بين الآباء والأبناء، وذلك بسبب رغبة الوالدين في رؤية أبنائهما "عاصم" و"باسم" متزوجين ولديهما أسرة وأطفال مثل كل الشباب، لكنهما لا يرغبان في هذا الأمر، إلى أن تنقلب الأحداث رأسًا على عقب عند علمهما بحمل والدتهما "سمية" وإنجابها لتوأم.

## فريق العمل

### بطولة
| - ليلى علوي: (سمية) - بيومي فؤاد: (كامل) - حمدي الميرغني: (باسم) - محمد سلام: (عاصم) - هدى الإتربي: (ياسمين) | - نانسي صلاح: (ميرفت) - بدرية طلبة: (الوزيرة) - سليمان عيد: (إدريس) - إيمان السيد: (سعيدة) - علاء زينهم: (مدير المستشفى) | - ياسمين كساب: (نجلاء) - هدى مجد: (هايدي) - شريف دسوقي: (دكتور بليغ) - مروان يونس: - محمد أوتاكا: (نفادي) |

## الإيرادات
حقق الفيلم في المملكة العربية السعودية إيرادات تجاوزت 5.9 مليون دولار أمريكي (92 مليون جنيه مصري).واحتل الفيلم المرتبة العاشرة في الأفلام الأكثر مبيعاً في المملكة العربية السعودية لعام 2021م، وهو أحد ثلاثة أفلام عربية ضمن قائمة الأكثر مبيعاً.ويرجع النقاد نجاح الفيلم لجماهيرية ليلى علوي وبيومي فؤاد في السعودية.
بلغت إيرادات الفيلم في الإمارات العربية المتحدة 443,120 دولار أمريكي (6,980,513 جنيه مصري).ورغم نجاحه في الخليج العربي إلا أنه لم يحقق محلياً في مصر سوى 4,359,324  ج.م.وبإجمالي 103 مليون جنيه مصري (6.5 مليون دولار)، ويعد أحد الأفلام الأعلى ربحًا على الإطلاق في جميع أنحاء العالم العربي.